# 南山海上観音聖像

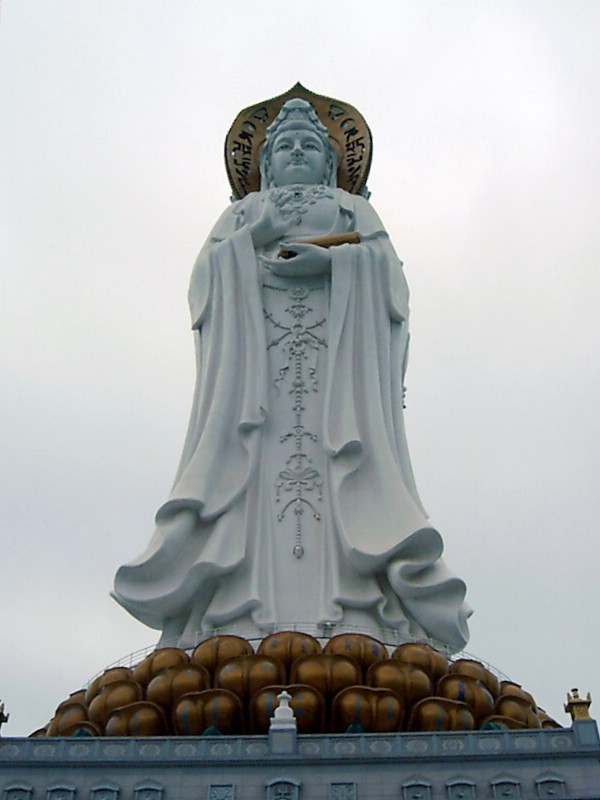
南山海上観音聖像

南山海上観音聖像（なんざんかいじょうかんおんせいぞう、中国語簡体字: 南山海上观音圣像）は、中華人民共和国の海南島南岸、三亜市の南山寺付近にある観音菩薩像。
像には正面が3つある。一つは島の方を、残り2つは南シナ海を向いており、これにより観音の中国と世界全体に対する天恵と加護を表現している。ある一面では観音菩薩が左手で経典を抱え、右手で印相を結んでいる。もう一面では手のひらを交差させ、数珠を持っている。そしてもう一面ではハスを持っている。像の高さは108メートルで、全体の高さは135メートルである。この像は世界で4番目に高い像であり、世界で最も高い観音像でもある。
建設には6年かかり、2005年4月24日に安置された。安置には台湾、香港、マカオ、中国本土の各宗派から高僧108人が、そして巡礼者が1万人参加した。小乗仏教と密教の代表も参加した。